# Always Crashing in the Same Car
Pistes de Low
Sound and Vision
(4) Be My Wife
(6)
Always Crashing in the Same Car est une chanson de David Bowie parue en 1977 sur l'album Low.

## Histoire
Comme le reste de Low, Always Crashing in the Same Car est enregistrée en deux temps. La base de la chanson est enregistrée au château d'Hérouville au mois de septembre 1976, puis la partie de chant et des overdubs sont ajoutés au studio Hansa de Berlin-Ouest entre octobre et novembre,.
Brian Eno et Tony Visconti rapportent que durant l'enregistrement de la chanson, Bowie s'amuse à interpréter un couplet en imitant Bob Dylan. Son imitation est tellement réussie qu'elle trompe Eno, convaincu d'avoir affaire à un authentique morceau inédit du chanteur américain. Ce couplet est supprimé, car il s'avère en fin de compte plus effrayant que drôle d'après Visconti.
Bowie ne commence à jouer Always Crashing in the Same Car sur scène qu'en 1997, lors du Earthling Tour. Il l'interprète également lors des tournées 'hours…' (1999), Heathen (2002) et A Reality Tour (2003-2004).

## Caractéristiques artistiques
En accord avec le titre de la chanson, les deux couplets de Always Crashing in the Same Car décrivent de manière allusive la conduite du narrateur, qui finit systématiquement par avoir un accident de voiture. Les biographes de Bowie rapportent plusieurs incidents susceptibles d'avoir inspiré ce récit, sans que la véracité d'aucun d'eux ne soit établie avec certitude. Le chanteur aurait en une occasion utilisé sa voiture comme bélier à Los Angeles pour foncer dans le véhicule d'un trafiquant de drogue qui l'aurait arnaqué, ou bien il aurait eu un accident en voulant se garer dans un parking de Berlin-Ouest. De manière moins littérale, les paroles évoquent également les émotions profondes de Bowie : résignation, sentiment d'inadéquation, obsession pour le voyage.
La chanson inclut un solo de guitare de Ricky Gardiner. Il est entièrement improvisé en studio à l'exception des trois premières notes, qui lui sont soufflées par Bowie.

## Fiche technique

### Musiciens
- David Bowie : chant, chœurs, synthétiseurs
- Ricky Gardiner : guitare solo
- Carlos Alomar : guitare rythmique
- Roy Young : piano, orgue Farfisa
- Brian Eno : synthétiseurs, traitements de guitare
- George Murray : basse
- Dennis Davis : batterie[7]

### Équipe de production
- David Bowie, Tony Visconti : production
- Laurent Thibault : ingénieur du son au château d'Hérouville
- Eduard Meyer : ingénieur du son au studio Hansa[7]